# 441 Batalion Wschodni
441 Batalion Wschodni (niem. Ost-Bataillon 441, ros. 441-й восточный батальон) – oddział wojskowy Wehrmachtu złożony z Ukraińców podczas II wojny światowej.
Batalion został sformowany 15 stycznia 1943 r. na okupowanej Białorusi. Miał trzy kompanie. Był podporządkowany XXXXI Korpusowi Armijnemu 2 Armii Pancernej. W poł. października tego roku wzmocniono go czwartą kompanią. Pod koniec stycznia 1944 r. został przeniesiony do północnej Francji pod zwierzchność 7 Armii. W lipcu tego roku rozmieszczono go w rejonie Caen. Został przydzielony do 716 Dywizji Piechoty gen. Wilhelma Richtera. W przeddzień desantu wojsk alianckich w Normandii znalazł się w rezerwie dywizji w rejonie Courseulles-sur-Mer i Bény-sur-Mer. W czasie walk został zniszczony.